# Sipalolasma ophiriensis
Espèce
Sipalolasma ophiriensis est une espèce d'araignées mygalomorphes de la famille des Barychelidae.

## Distribution
Cette espèce est endémique de Malaisie péninsulaire.

## Publication originale
- Abraham, 1924 : « Some mygalomorph spiders from the Malay Peninsula ». Proceedings of the Zoological Society of London, vol. 1924, p. 1091-1124.